# Dutch Champ Car Grand Prix
De Dutch Champ Car Grand Prix zou een jaarlijks evenement worden in het Champ Car World Series kampioenschap. Het werd gehouden op het TT-Circuit Assen, Drenthe. Op 16 januari 2007 werd bekend dat de Champ Car organisatie een meerjarig contract sloot met het circuit. De eerste editie was op 2 september 2007. 
In 2008 werd bekend dat het Champ Car kampioenschap op zou gaan in het Indy Car kampioenschap en dus was 2007 de enige race van dit meerjarig evenement.

## Het circuit
Het TT-Circuit Assen is 4555 meter lang. Het rechte stuk is 560 meter lang. Er is veel grip op het asfalt waardoor de coureurs sneller gaan. De snelste ronde is gereden door Dan Clarke van Minardi Team USA.

## Editie 2007
De Dutch Champ Car Grand Prix was in 2007 de twaalfde ronde van het Champ Car kampioenschap. Officieel heette het in 2007 de Bavaria Champ Car Grand Prix Powered by Audi, Gant & Hertz. In het voorprogramma stonden de BRL V6/BRL Light, ATS Formel 3 en de Dutch Super Car Challenge. 

### Uitslagen
- winnaar Champ Car Grand Prix: Justin Wilson
- winnaar BRL V6 
  - race 1: Donny Crevels
  - race 2: Donald Molenaar
- winnaar BRL Light
  - race 1: Joey Hanssen
  - race 2: Gaby Uljee
- winnaar ATS Formel 3 
  - race 1: Carlo van Dam
  - race 2: Recardo Bruins-Choi
- winnaar Dutch Supercar Challenge 
  - race 1: de Graaff-Ribbens
  - race 2: Danny van Dongen